# デン助劇場
『デン助劇場』（デンすけげきじょう）は、1959年9月12日から1960年9月24日、および1961年4月から1972年3月25日までNETテレビ（現・テレビ朝日）で放送されていた演芸番組である。途中、1960年12月10日から1961年3月25日まで『土曜笑劇場』（どようしょうげきじょう）というタイトルで放送されていた。

## 概要
大宮敏充主宰の「デン助劇団」が浅草松竹演芸場で公演した軽演劇の舞台中継。大宮が演じるキャラクター「デン助」を主役としていた演劇。なお、大宮は言問三平の筆名で舞台の脚本も手がけていた。
デン助を模した「デン助人形」が視聴者にプレゼントされていた。

## 放送時間
いずれも日本標準時。編成の都合により、別の時間帯に放送されることもあった。

### デン助劇場（第1期）
- 土曜 18:15 - 18:45 （1959年9月12日 - 1959年12月26日）
- 金曜 18:15 - 18:45 （1960年1月8日 - 1960年3月25日）
- 火曜 18:15 - 18:45 （1960年4月5日 - 1960年7月26日）
- 土曜 19:30 - 20:00 （1960年8月6日 - 1960年9月24日）

### 土曜笑劇場
- 土曜 13:15 - 14:00 （1960年12月10日 - 1961年3月25日）

### デン助劇場（第2期）
- 土曜 13:15 - 14:00 （1961年4月8日）
- 金曜 13:15 - 14:00 （1961年4月 - 1961年6月30日）
- 土曜 13:15 - 14:00 （1961年7月8日 - 1964年9月26日）
- 土曜 14:00 - 14:45 （1964年10月3日 - 1965年4月3日）
- 土曜 12:00 - 12:40 （1965年4月10日 - 1965年11月13日）
- 土曜 13:20 - 14:00 （1965年11月20日 - 1966年3月26日）
- 土曜 13:15 - 14:00 （1966年4月2日 - 1968年6月29日）
- 土曜 13:30 - 14:10 （1968年7月6日 - 1970年3月28日）
- 土曜 13:00 - 13:40 （1970年4月4日 - 1970年9月26日）
- 土曜 14:00 - 14:40 （1970年10月3日 - 1971年9月25日）
- 土曜 13:00 - 13:40 （1971年10月2日 - 1972年3月25日）

## 放送局
- NET（現・テレビ朝日）
- 青森テレビ：土曜 13:00 - 13:40（1972年2月時点）[2]
- 福島中央テレビ（1970年2月 - 3月のサービス放送時に放送）：土曜 13:30 - 14:10[3]